# ヴァイオ
ヴァイオ（グルジア語: ვაიო、グルジア語ラテン翻字: Vaio）は、ジョージアのアジャリア自治共和国ケダ地区にある村落。ズヴァレ・テミに属する。アチャリスツカリ川の左岸に位置する。ケダ地区の行政中心地ケダからは、国道1号線を使って東に6キロ (km)の距離に位置する。海抜は380メートル。2014年の国勢調査による人口は409人。ソビエト連邦時代は村内でタバコの栽培が行われ、銅や鉛の採鉱が行われていた。

## 人口
国勢調査による人口は、次の通り。
| 年   | 人口 | 男性 | 女性 | 出典        |
| ---- | ---- | ---- | ---- | ----------- |
| 2002 | 505  | 264  | 241  | [ 3 ] [ 4 ] |
| 2014 | 409  | 202  | 207  | [ 1 ]       |

## ギャラリー

ズヴァレ聖ギオルギ聖堂
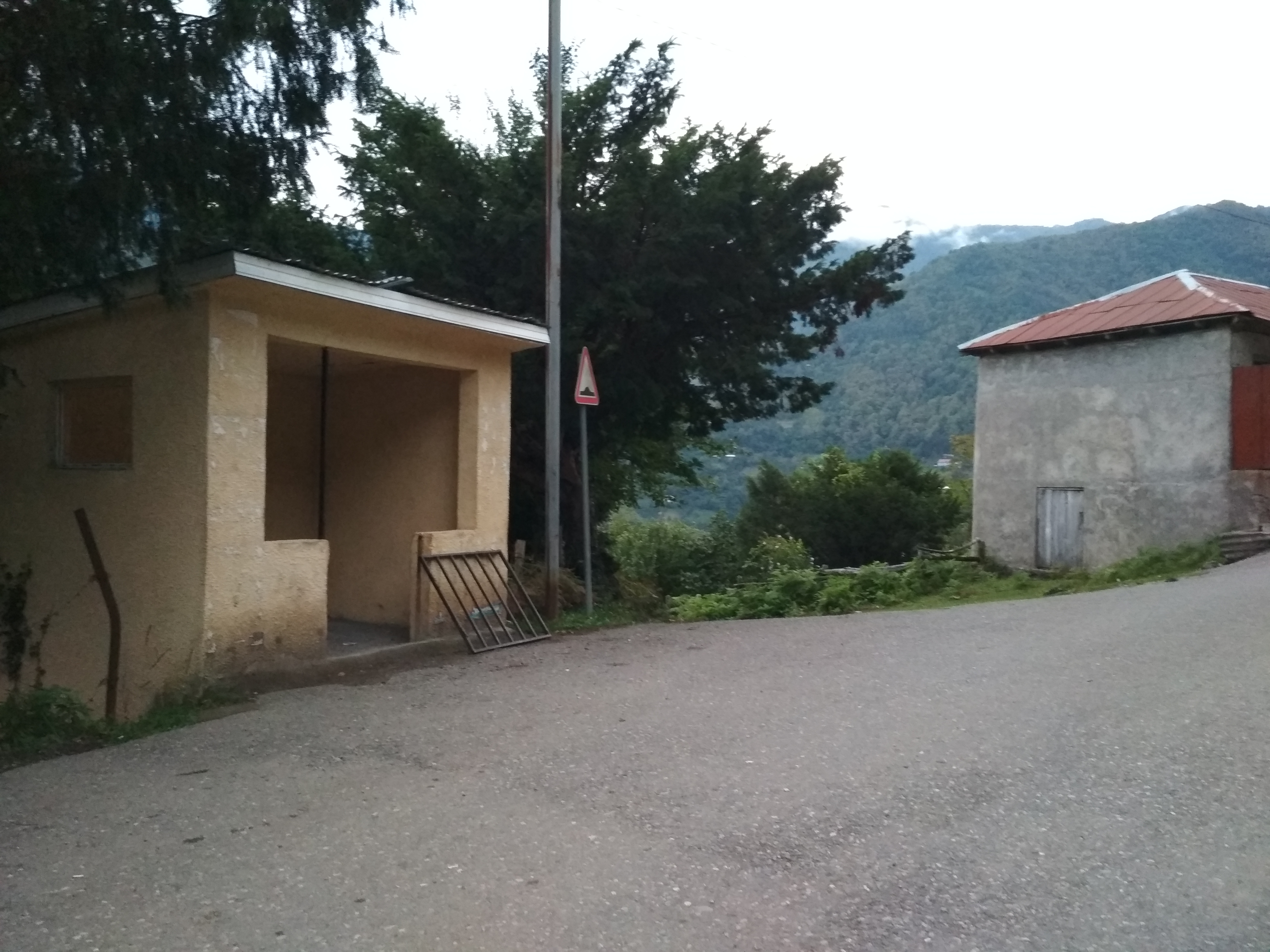
村のバス停
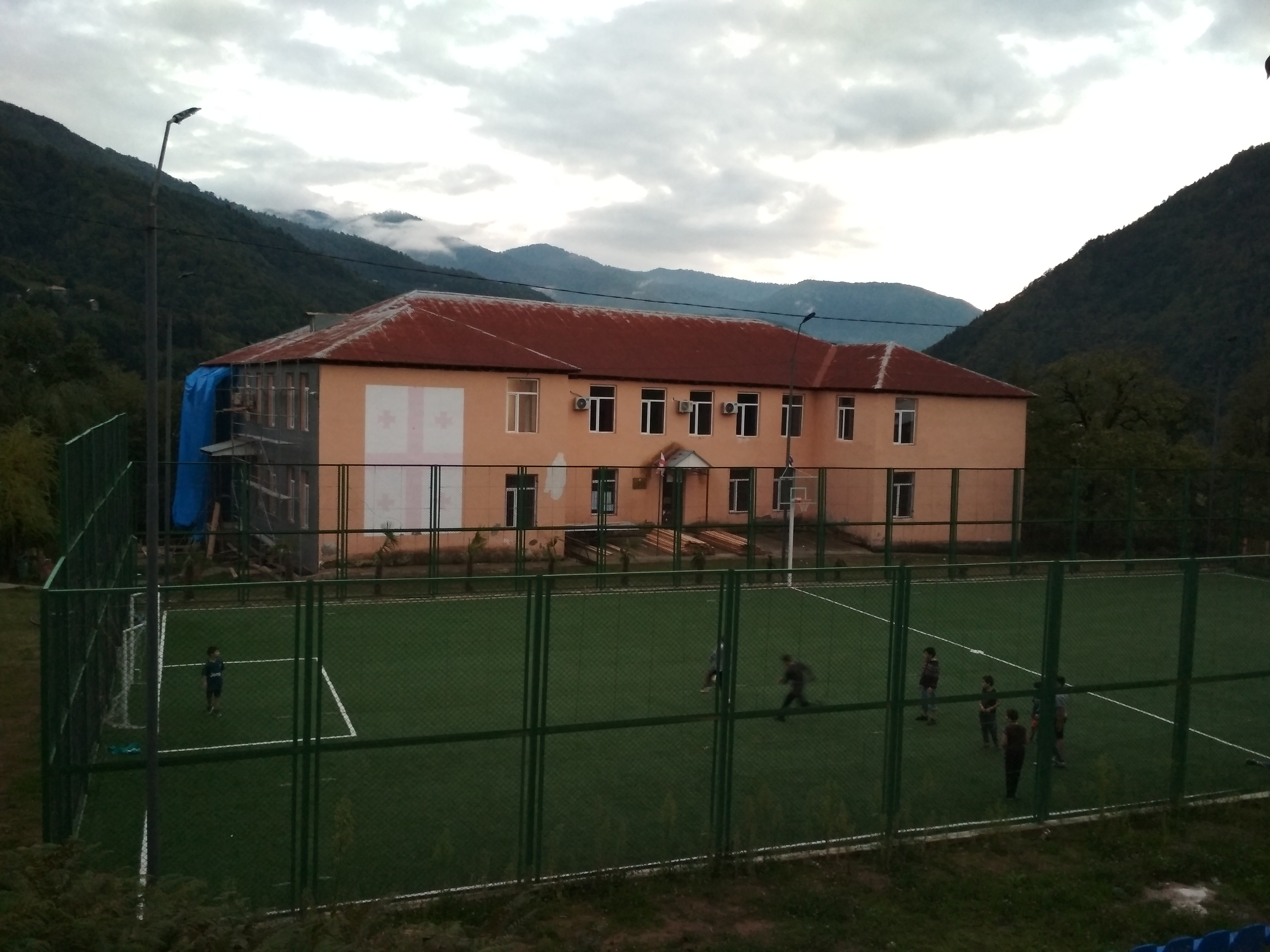
学校の校庭で遊ぶ子供たち